# Arthur Hebecker
Arthur Hebecker (* 28. Oktober 1968 in Moskau) ist ein deutscher theoretischer Physiker und Professor an der Ruprecht-Karls-Universität Heidelberg.
Nach dem Abitur in Leipzig 1987 und dem Militärdienst studierte Hebecker Physik an den Universitäten Moskau, Frankfurt am Main und München. 1995 wurde er an der Universität Hamburg und dem Deutschen Elektronen-Synchrotron bei Wilfried Buchmüller mit Auszeichnung promoviert; seine Dissertation trug den Titel „The Electroweak Phase Transition“. Nach Anstellungen am Stanford Linear Accelerator Center und der Abteilung für Angewandte Mathematik und Theoretische Physik (DAMTP) der University of Cambridge habilitierte er sich 1999 an der Universität Heidelberg, wo er von 1998 bis 2000 als wissenschaftlicher Assistent tätig war. Im Wintersemester 1999/2000 übernahm er eine Lehrstuhlvertretung in München. In den folgenden Jahren arbeitete er am CERN (2000–2002) und am Deutschen Elektronen-Synchrotron (2002–2004). Seit dem Wintersemester 2004/2005 ist er Professor für theoretische Teilchenphysik und Kosmologie in Heidelberg.
Seine Forschungsschwerpunkte sind die Physik jenseits des Standardmodells und Kosmologie, insbesondere die kosmologische Inflation.